# Shi Xie
Shi Xie (士燮) (137-226), était un dignitaire civil de la dynastie Han, qui vécut durant la période de son effondrement et lors de la mise en place des Trois Royaumes de Chine.
Originaire de la commanderie méridionale de Cangwu (dans le Guangxi actuel), il accomplit ses études à l'Académie impériale de Luoyang, et passa les examens impériaux avec succès, ce qui lui ouvrit les portes du Secrétariat impérial. À la mort de son père, il décida de retourner dans le Sud, où il conduisit une carrière de magistrat local qui le mena jusqu'au poste de gouverneur de la commanderie de Jiaozhi, dont le siège était à Longbian, l'actuelle Hanoï. Profitant du délitement du pouvoir des Han et de la situation excentrée de sa province, où son lignage était bien implanté, il parvint à placer ses frères à la tête de commanderies voisines. Sans puissance militaire, il se retrouva néanmoins obligé de chercher des appuis chez les grands chefs militaires qui étaient en train de se partager la Chine dans les années précédant la mise en place des Trois Royaumes. Il fit d'abord allégeance à Cao Cao, qui dominait le Nord (futur royaume de Wei), mais il dut finalement se soumettre à Sun Quan, qui dominait le Sud-Est (futur royaume de Wu) et s'implantait donc dans la région de la rivière des Perles. Il parvint néanmoins à préserver sa position à Jiaozhi, où il mourut en 226, à près de 90 ans. Après sa mort, ses fils furent éliminés par Lü Dai, général mandaté dans l'extrême Sud par Sun Quan afin de le placer définitivement sous son contrôle.
Shi Xie fut divinisé à partir du VIe siècle et reçut un culte de la part des populations du Nord de l'actuel Viêt Nam, où il est encore vénéré de nos jours sous le nom de « Roi Si » (Sĩ Vương).